# Sinus Successus
Le Sinus Successus (latin : Golfe du Succès), est une mare lunaire qui est située le long de la rive orientale de la Mare Fecunditatis. Le Sinus Successus est à côté des cratères Apollonius et Langrenus. 
C'est au nord-ouest du Sinus Successus qu'alunirent successivement les sondes soviétiques Luna 18 et Luna 20. 